# Фаворит (роман)
«Фаворит» — історичний роман Валентина Пікуля. У ньому розкривається хроніка часів Катерини II. Роман складається з двох томів: перший том — «Його імператриця», другий — «Його Таврида».
У романі відображені найважливіші події російської історії другої половини XVIII століття. У центрі оповідання — образ фаворита імператриці Катерини II, полководця Григорія Потьомкіна. Чимало сторінок роману присвячено також іншим великим історичним особистостям того часу.
Початок роботи над першим томом роману відноситься до серпня 1976 року, закінчений перший том був у листопаді 1979 року. Другий том написаний всього за один місяць — у січні 1982 року.

## Сюжет

### Перший том
Перший том роману починається про дитячі роки пруської принцеси Софії. Маленька дівчинка, яка не любила ляльок та сукні, із задоволенням бігла на вулицю, де командувала своєю маленькою армією хлопчиків із двору. У віці 14 років маленька пруська принцеса запрошується до Російської імперії задля одруження із майбутнім імператором Петром ІІІ. Приїхавши до царського двору, Софія, незважаючи на свій вік, вже дорослими вчинками, розташовує до себе імператрицю Єлизавету ІІ, чого не скажеш про інфантильного Петра ІІІ.
Згодом Софія прийняла християнське віросповідання і її охрестили Катериною. Паралельно із дитячими роками Катерини (Софії) автор розповідає про дитячі роки Григорія Потьомкіна.
В книжці рокритий занавіс перед такими подіями як Орловщина, смерть Петра ІІІ, брак Єлизавети ІІ, молоді роки Потьомкіна та його кар'єрний ріст за допомоги Катерини, відносини при царському дворі між старовинними сім'ями (наприклад між царською сім'єю та сім'єю Розумовських), відновлення флоту, тонкощі розбудови політики ромійської імперії, та ін.

### Другий том роману
Другий том роману починається із розділу присвяченому Потьомкіну, як великому полководцю, мудрому політику. Події другого тому відбуваються у часи знищення ханства в Криму, освоєння Причорномор'я — майбутньої житниці Росії, вміле стримування агресивної військової політики Туреччини, визволення народів Середземномор'я та Балкан, створення Чорноморського флоту. І всі ці та інші глобальні дипломатичні, політичні та економічні проблеми були багато в чому вирішені або поставлені Потьомкіним, про що детально автор розповідає читачу.

## Серіал «Фаворит»
За романом В. Пікуля «Фаворит» знятий однойменний серіал. В ньому згадані всі основні історичні події за часів Катерини ІІ та Григорія Потьомкіна-Таврійського. Проте авторам сценарію так і не вдалось показати абсолютно весь сюжет книги.

### Цитати з книги
- — Я по собі знаю, — сказав султан, — що якщо жінці чого-небудь захочеться, то перешкодити неможливо. Вона заспокоїться лише в тому випадку, якщо її зашиють в мішок і кинуть у води Босфору. Але я впевнений, що, поки мішок не торкнеться далекого дна, жінка ще хвилюється — як їй вгамувати свої жадання!
- … геній ніколи не досягає таких досконалостей в творіннях, яких здатні досягти деспоти в злиднях.
- Людина, що проживає століття без знання її <історії>, володіє досвідом лише одного покоління, інакше кажучи, досвідом свого короткого життя. Особа ж, що знає історію, підсумовує в собі досвід безлічі поколінь.
- Історія сама призначає терміни.
- Російський народ є особливий народ у цілому світі, який відрізняється розумом, силою. Я знаю це по двадцятирічному досвіду. Бог дав росіянам особливі властивості … вірю, зійде зірка Сходу, звідки повинно засяяти світло, бо там (у Росії) більше, ніж де-небудь зберігається під попелом духу, могутності й сили.
- Щастя не так сліпо, як його собі уявляють. Часто воно буває наслідком довгого ряду заходів, вірних і точних, не помічених юрбою і попередніми подіями. А особливо щастя окремих особистостей буває наслідком їх якостей характеру і особистої поведінки.
- Вся політика полягає в трьох словах: обставини, припущення, випадковість … Потрібно бути дуже твердою в своїх рішеннях, бо лише недоумкуваті нерішучі!
- У Росії все під секретом, але немає ніяких таємниць.
- Набагато краще попереджати злочини, ніж їх карати.
- Видаючи закон, став себе на місце того, хто повинен йому підкорятися.
- Про мистецтво правління: Перше правило — робити так, щоб люди думали, ніби вони самі цього хочуть.

## Уривок з роману
«Отношение ее к людям было чисто утилитарным: встречая нового человека, она пыталась выяснить, на что он годен и каковы его пристрастия. Всех изученных ею людей императрица держала в запасе, как хранят оружие в арсенале, чтобы в нужный момент извлечь — к действию. Кандидатов на важные посты Екатерина экзаменовала до трех раз. Если в первой аудиенции он казался глупым, назначала вторую: „Ведь он мог смутиться, а в смущении человек робок“. Второе свидание тоже не было решающим — до третьего: „Может, я сама виновата, вовлекая его в беседы, ему не свойственные, и потому вдругорядь стану с ним більш розкуто…“.»